# Europamästerskapen i badminton 1980
Europamästerskapen i badminton 1980 anordnades den 17-20 april i Groningen, Nederländerna. 

## Medaljsummering
| Pl. | Nation        | Guld | Silver | Brons | Totalt |
| --- | ------------- | ---- | ------ | ----- | ------ |
| 1   | Danmark       | 2    | 2      | 3     | 7      |
| 2   | England       | 2    | 1      | 4     | 7      |
| 3   | Sverige       | 1    | 3      | 2     | 6      |
| 4   | Schweiz       | 1    | 0      | 0     | 1      |
| 5   | Skottland     | 0    | 0      | 1     | 1      |
| 5   | Sovjetunionen | 0    | 0      | 1     | 1      |

## Resultat
| Event       | Guld                         | Silver                         | Brons                            |
| Herrsingel  | Flemming Delfs               | Morten Frost                   | Svend Pri                        |
| Herrsingel  | Flemming Delfs               | Morten Frost                   | Ray Stevens                      |
| Damsingel   | Liselotte Blumer             | Anette Börjesson               | Jane Webster                     |
| Damsingel   | Liselotte Blumer             | Anette Börjesson               | Lena Axelsson                    |
| Herrdubbel  | Claes Nordin Stefan Karlsson | Bengt Fröman Thomas Kihlström  | Flemming Delfs Steen Skovgaard   |
| Herrdubbel  | Claes Nordin Stefan Karlsson | Bengt Fröman Thomas Kihlström  | Mike Tredgett Ray Stevens        |
| Damdubbel   | Jane Webster Nora Perry      | Kirsten Larsen Pia Nielsen     | Anne Skovgaard Dorte Kjaer       |
| Damdubbel   | Jane Webster Nora Perry      | Kirsten Larsen Pia Nielsen     | Alla Prodan Nadezjda Litvintjeva |
| Mixeddubbel | Mike Tredgett Nora Perry     | Lars Wengberg Anette Börjesson | Billy Gilliland Christine Heatly |
| Mixeddubbel | Mike Tredgett Nora Perry     | Lars Wengberg Anette Börjesson | Derek Talbot Karen Chapman       |
| Lag         | Danmark                      | England                        | Sverige                          |